# كيني بيكر
كيني بيكر (بالإنجليزية: Kenny Baker)‏ هو مغني وممثل أمريكي، ولد في 30 سبتمبر 1912 في الولايات المتحدة، وتوفي بنفس المكان في 10 أغسطس 1985 بسبب نوبة قلبية.

## وصلات خارجية
- كيني بيكر على موقع IMDb (الإنجليزية)
- كيني بيكر على موقع ميوزك برينز (الإنجليزية)
- كيني بيكر على موقع أول موفي (الإنجليزية)
- كيني بيكر على موقع ديسكوغز (الإنجليزية)
- كيني بيكر على موقع قاعدة بيانات الفيلم (الإنجليزية)